# Distrikt Machaguay
Der Distrikt Machaguay liegt in der Provinz Castilla in der Region Arequipa in Südwest-Peru. Der Distrikt wurde am 4. November 1889 gegründet. Er besitzt eine Fläche von 247 km². Beim Zensus 2017 wurden 546 Einwohner gezählt. Im Jahr 1993 lag die Einwohnerzahl bei 1304, im Jahr 2007 bei 911. Die Distriktverwaltung befindet sich in der 3150 m hoch gelegenen Ortschaft Machaguay mit 262 Einwohnern (Stand 2017). Machaguay liegt 47 km nördlich der Provinzhauptstadt Aplao.

## Geographische Lage
Der Distrikt Machaguay liegt in der Cordillera Volcánica im zentralen Westen der Provinz Castilla. Das Areal wird nach Süden zum Río Colca entwässert.
Der Distrikt Machaguay grenzt im Südwesten an den Distrikt Tipán, im Westen an den Distrikt Viraco, im Nordwesten an den Distrikt Salamanca (Provinz Condesuyos), im Norden und im Nordosten an den Distrikt Andagua, im äußersten Osten an den Distrikt Ayo sowie im Südosten an den Distrikt Uñón.

## Ortschaften
Im Distrikt gibt es neben dem Hauptort folgende größere Ortschaften (anexos):
- Acopallpa
- Aguasana
- Arhuin
- Ccactana
- Cotanay
- Cuyanca
- Huasicac
- Nueva Esperanza
- Taparza